# Eutreta angusta
Eutreta angusta är en tvåvingeart som beskrevs av Banks 1926. Eutreta angusta ingår i släktet Eutreta och familjen borrflugor. Inga underarter finns listade i Catalogue of Life.